# Ichneumenoptera vietnamica
Ichneumenoptera vietnamica is een vlinder uit de familie wespvlinders (Sesiidae), onderfamilie Sesiinae.
Ichneumenoptera vietnamica is voor het eerst wetenschappelijk beschreven door Gorbunov & Arita in 1995. De soort komt voor in het Oriëntaals gebied.